# Ramkumar Ramanathan
Ramkumar Ramanathan (* 8. November 1994 in Chennai) ist ein indischer Tennisspieler.

## Karriere
Ramkumar Ramanathan spielt hauptsächlich auf der ATP Challenger Tour und der ITF Future Tour. Er feierte bislang sieben Einzel- und neun Doppelsiege auf der Future Tour. Sein Debüt im Einzel auf der ATP World Tour gab er im Januar 2014 bei den Aircel Chennai Open, wo er sich für die Einzelkonkurrenz qualifizieren konnte und dort in der ersten Runde seinen Landsmann Somdev Devvarman bezwingen konnte, bevor er im Achtelfinale klar in zwei Sätzen gegen Marcel Granollers verlor. Im Doppel spielte er erstmals im Januar 2012 an der Seite von Mohit Mayur Jayaprakash bei den Aircel Chennai Open auf World-Tour-Level, verlor dort aber bereits in der Auftaktrunde gegen Jonathan Erlich und Andy Ram.
2016 spielte er erstmals für die indische Davis-Cup-Mannschaft.
Bei der ersten Auflage der Antalya Open sorgte Ramanathan für eine Überraschung, als der Qualifikant den topgesetzten Dominic Thiem glatt in zwei Sätzen besiegen und erstmals in ein Viertelfinale auf World-Tour-Ebene einziehen konnte. Nach einem Finaleinzug beim Challenger-Turnier in Winnetka markierte Ramanathan auf Weltranglistenposition 168 ein neues Karrierehoch.
In Newport zog Ramanathan in sein erstes Finale auf der ATP World Tour ein. Er schlug unter anderem die beiden Top-100-Spieler Vasek Pospisil und Denis Kudla, bevor er das Endspiel gegen den US-Amerikaner Steve Johnson in drei Sätzen verlor. Im Anschluss daran belegte er mit dem 111. Rang eine neue Bestplatzierung in der Weltrangliste. Zu seinem ersten Erfolg auf der Challenger Tour kam er am Jahresende mit seinem Landsmann N. Vijay Sundar Prashanth. In Pune besiegten sie im Finale in drei knappen Sätzen die Paarung Hsieh Cheng-peng und Yang Tsung-hua.

## Erfolge
| Legende (Anzahl der Siege) |
| Grand Slam                 |
| ATP Finals                 |
| ATP Tour Masters 1000      |
| ATP Tour 500               |
| ATP Tour 250 (2)           |
| ATP Challenger Tour (12)   |

| ATP-Titel nach Belag |
| Hartplatz (2)        |
| Sand (0)             |
| Rasen (0)            |

### Einzel

#### Turniersiege

##### ATP Challenger Tour
| Nr. | Datum             | Turnier | Belag     | Finalgegner       | Ergebnis |
| --- | ----------------- | ------- | --------- | ----------------- | -------- |
| 1.  | 28. November 2021 | Manama  | Hartplatz | Jewgeni Karlowski | 6:1, 6:4 |

#### Finalteilnahmen
| Nr. | Datum         | Turnier | Belag | Finalgegner   | Ergebnis      |
| --- | ------------- | ------- | ----- | ------------- | ------------- |
| 1.  | 22. Juli 2018 | Newport | Rasen | Steve Johnson | 5:7, 6:3, 2:6 |

### Doppel

#### Turniersiege

##### ATP World Tour
| Nr. | Datum           | Turnier  | Belag     | Partner       | Finalgegner                     | Ergebnis           |
| --- | --------------- | -------- | --------- | ------------- | ------------------------------- | ------------------ |
| 1.  | 9. Januar 2022  | Adelaide | Hartplatz | Rohan Bopanna | Ivan Dodig Marcelo Melo         | 7:66, 6:1          |
| 2.  | 6. Februar 2022 | Pune     | Hartplatz | Rohan Bopanna | Luke Saville John-Patrick Smith | 6:710, 6:3, [10:6] |

##### ATP Challenger Tour
| Nr. | Datum              | Turnier       | Belag         | Partner                   | Finalgegner                                         | Ergebnis           |
| --- | ------------------ | ------------- | ------------- | ------------------------- | --------------------------------------------------- | ------------------ |
| 1.  | 24. November 2018  | Pune (1)      | Hartplatz     | N. Vijay Sundar Prashanth | Hsieh Cheng-peng Yang Tsung-hua                     | 7:63, 6:75, [10:7] |
| 2.  | 7. Juli 2019       | Recanati      | Hartplatz     | Gonçalo Oliveira          | Andrea Vavassori David Vega Hernández               | 6:2, 6:4           |
| 3.  | 10. November 2019  | Kōbe          | Hartplatz (i) | Purav Raja                | André Göransson Christopher Rungkat                 | 7:66, 6:4          |
| 4.  | 17. November 2019  | Pune (2)      | Hartplatz     | Purav Raja                | Arjun Kadhe Saketh Myneni                           | 7:63, 6:3          |
| 5.  | 15. Februar 2020   | Bangalore (1) | Hartplatz     | Purav Raja                | Matthew Ebden Leander Paes                          | 6:0, 6:3           |
| 6.  | 11. September 2021 | Cassis        | Hartplatz     | N. Sriram Balaji          | Hans Hach Verdugo Miguel Ángel Reyes Varela         | 6:4, 3:6, [10:6]   |
| 7.  | 12. Februar 2022   | Bangalore (2) | Hartplatz     | Saketh Myneni             | Hugo Grenier Alexandre Müller                       | 6:3, 6:2           |
| 8.  | 10. Februar 2024   | Chennai       | Hartplatz     | Saketh Myneni             | Rithvik Choudary Bollipalli Niki Kaliyanda Poonacha | 3:6, 6:3, [10:5]   |
| 9.  | 17. Februar 2024   | Bangalore (3) | Hartplatz     | Saketh Myneni             | Constantin Bittoun Kouzmine Maxime Janvier          | 6:3, 6:4           |
| 10. | 2. November 2024   | Seoul         | Hartplatz     | Saketh Myneni             | Vasil Kirkov Bart Stevens                           | 6:4, 4:6, [10:3]   |
| 11. | 2. August 2025     | Lexington     | Hartplatz     | Anirudh Chandrasekar      | Hsu Yu-hsiou Huang Tsung-hao                        | 6:4, 6:4           |

## Abschneiden bei Grand-Slam-Turnieren

### Einzel
| Turnier         | 2015 | 2016 | 2017 | 2018 | 2019 | 2020 | 2021 | 2022 | Karriere |
| --------------- | ---- | ---- | ---- | ---- | ---- | ---- | ---- | ---- | -------- |
| Australian Open | Q1   | Q1   | —    | Q3   | Q2   | Q1   | Q2   | Q1   | —        |
| French Open     | Q2   | Q1   | Q1   | Q1   | Q1   | Q1   | Q2   | Q2   | —        |
| Wimbledon       | —    | Q2   | —    | Q1   | Q2   |      | Q3   | Q1   | —        |
| US Open         | Q2   | Q1   | Q2   | —    | Q1   | —    | Q1   | Q1   | —        |

Zeichenerklärung: S = Turniersieg; F, HF, VF, AF = Einzug ins Finale / Halbfinale / Viertelfinale / Achtelfinale; 1, 2, 3 = Ausscheiden in der 1. / 2. / 3. Hauptrunde; Q1, Q2, Q3 = Ausscheiden in der 1. / 2. / 3. Qualifikationsrunde; nicht ausgetragen